# Autostrada D47 (Czechy)
Autostrada D47 (czes. dálnice D47) zwana również Via Moravica oraz Ostravská dálnice (autostrada ostrawska) – projektowana w Czechach autostrada łącząca Lipník nad Bečvou z Ostrawą i Polską. Zbudowane odcinki zostały oznaczone jako D1, dzięki czemu D1 połączy trzy najważniejsze miasta Czech – Pragę, Brno i Ostrawę.